# Neta Automobile
Neta Automobile est un constructeur automobile chinois fondé en 2018 par la startup Hozon Auto, et qui produit des voitures électriques.

## Histoire
Le 28 juin 2018, Hozon Auto présente son premier modèle de production sous la marque automobile Neta avec le crossover compact électrique Neta N01.

## Automobiles

### Gamme actuelle

#### Neta N01
Le Neta N01 est un crossover compact lancé en 2018.

#### Neta U
Le Neta U est un CUV compact lancé en 2019.

#### Neta V
Le Neta V lancé en 2020.

#### Neta S
Le Neta S est une berline présentée au salon de l'automobile de Shanghai 2021.

#### Neta GT
La Neta GT est un coupé sportif présenté au salon de l'automobile de Shanghai 2023.

### Concept car

#### Neta Eureka 03 Concept
Le concept car Neta Eureka 03 Concept est présenté au salon de l'automobile de Pékin 2020.